# Penstemon deamii
Penstemon deamii är en grobladsväxtart som beskrevs av Francis Whittier Pennell. Penstemon deamii ingår i släktet penstemoner, och familjen grobladsväxter. Inga underarter finns listade i Catalogue of Life.